# ブリル (出版社)
ブリル（Brill、Euronext: BRILL ）は、1683年にオランダのライデンで設立された、国際的な学術出版社。ライデン、ボストン、パーダーボルン、シンガポールに事務所を構えるブリルは、現在、275の定期刊行物と、毎年約1200の新しい書籍を発行している。また、ブリルは、人文科学及び社会科学の研究者向けに、インターネットとマイクロフィルムで一次資料を提供している。

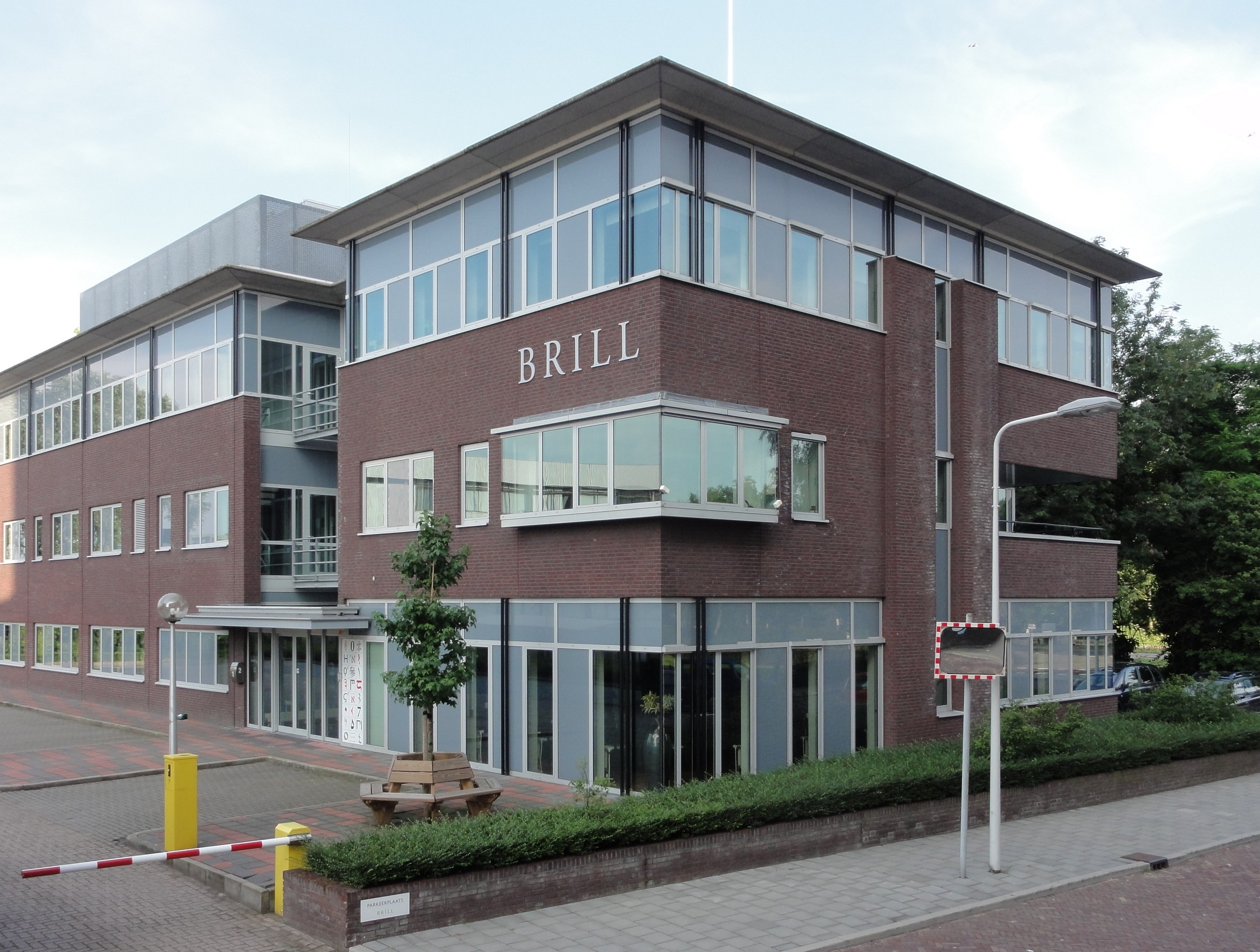

## オープンアクセス
ブリルはオープンアクセス学術出版社協会の会員である。